# Napoletani a Milano
Napoletani a Milano è un film commedia del 1953 diretto e interpretato da Eduardo De Filippo.
Il film è stato poi selezionato tra i 100 film italiani da salvare.

## Trama
Una società di Milano (la reale I.L.A.R. industrie Lombarde Acciaierie Riunite) acquista un terreno nella periferia di Napoli per la costruzione di un nuovo stabilimento industriale. Sul terreno vivono in condizioni di miseria alcune famiglie sopravvissute per miracolo alle massacranti bombe della seconda guerra mondiale che si vedono, causa forza maggiore, costrette a lasciare le loro abitazioni. Purtroppo, cinque anziani si ostinano a rimanere asserragliati nel loro rudere e così a seguito dei lavori di sterro la vecchia casa crolla improvvisamente, seppellendo sotto le sue rovine gli abitanti.
L'evento provoca la rivolta degli sloggiati dando colpa dell'accaduto all'ingegnere milanese direttore di lavori. Quest'ultimo, preso di mira riesce a trovare riparo a casa di Nannina, una ragazza del rione.
Calmati gli animi, Salvatore, ritenuto il più popolare e più saggio della borgata, pensa di approfittare dell'accaduto associando ai nomi dei defunti un certo numero di falsi parenti; questi, sotto la sua guida, si recano a Milano per richiedere un risarcimento. Gli industriali, invece di denaro, offrono ai falsi parenti un lavoro.
I napoletani, per non sfigurare, accettano e ben presto si dimostrano ottimi lavoratori. Non solo, ma quando la fabbrica deve sospendere l'attività per mancanza di ordini, i napoletani, rivolgendosi ai compatrioti emigrati in tutto il mondo, otterranno i necessari aiuti risollevando così l'azienda.

## Produzione
La voce narrante del film è quella di Thea Prandi, al tempo compagna (poi sposata nel 1956) dello stesso De Filippo.

### Riprese
Tutte le scene interne all'acciaieria (compresi i tumulti esterni alla fabbrica) sono state girate nella vera acciaieria della Tenaris a Dalmine, in provincia di Bergamo, comune ancora oggi esistente. Per il resto le riprese del film si svolsero tra Milano, Napoli e i Titanus Studios di Roma.

## Distribuzione
Il film venne presentato in anteprima alla 14ª Mostra internazionale del cinema di Venezia, per poi uscire nelle sale cinematografiche italiane a partire dal 6 settembre 1953.

## Accoglienza

### Critica
(E. Fecchi, per Intermezzo, recensione del 30 settembre 1953)